# Mas Blanc (Sant Martí de Centelles)
El Mas Blanc és una obra de Sant Martí de Centelles (Osona) protegida com a Bé Cultural d'Interès Local.

## Descripció
Conjunt d'edificacions que conformen un gran mas organitzat al voltant de dos grans espais oberts centrals i disposat en tres cossos constructius. El cos principal el forma un edifici aïllat de planta quadrangular de 15 metres quadrats amb baixos, dos pisos i golfes. Aprofita el desnivell del terreny per instal·lar-se dalt d'una petita elevació o turó on al cos esquerra se situen dues terrasses o jardins. La coberta es realitza mitjançant una teulada a doble vessant i es documenta una gran galeria a la façana est i diverses dependències annexes afegides.
A la façana principal hi ha una porta d'arc de mig punt, adovellada, i un conjunt d'obertures de factura rectangular que es disposen de forma simètrica al llarg de la façana. Al mur lateral trobem finestretes protegides per reixes. La resta de cossos són posteriors, es tracta de construccions de planta i pis, dedicades a usos comunitaris. La casa va tenir moltes reformes, les més destacades al llarg del segle xx, tot i que conserva l'estructura senyorial original.

## Història
Aquest mas, abans denominat Salgot, possiblement en relació al mas que té al darrere. El topònim del mateix apareix esmentat en el fogatge de 1553 sota el nom de Joan Salgot. Es desconeix quan la família Salgot traspassà la propietat, però aquesta des del segle XX ja forma part del Bisbat de Vic i serà quan juntament amb el centre de Puigdolena esdevé una casa de repòs i meditació des de principis de segle xx. A la documentació d'època moderna s'esmenta com a mas desaparegut el Salgot Jussà, sense tenir-ne cap més notícia. Actualment al mas hi viu una comunitat eremítica dedicada a l'oració i són nombrosos els visitants que passen per aquest centre de repòs.